# Улица Шевченко (Прилуки)
Улица Шевченко (укр. Вулиця Шевченка) — улица города Прилуках. Пролегает от улицы Галагановская  до улицы Русская. 
Примыкают улицы Садовая, Гимназическая, Котляревского, переулок Котляревского, Пушкина, Ярмарочная, Михайловская, Петропавловская, Ржаная, Победы.

## История
Преображенская улица — в честь Спасо-Преображенского собора — проложена согласно Генеральному плану города 1802 года, застраивалась в конце 19 — начале 20 веков. В доме № 30 в 1917 году состоялись нелегальные сборы большевиков, на которых оформилась уездная партийная организация.
В 1925 году улица получила современное название — в честь украинского поэта Тараса Григорьевича Шевченко.
На улице есть ряд зданий, характерных для конца 19 — начала 20 веков — дома мещан с фасадами, украшенными орнаментального кирпичной кладкой и резьбой по дереву (№№ 2, 38, 59, 60, 94 и другие). Сохранился дом с галереей, характерной для застройки конца 19 века (№ 47) и три крестьянских дома (№№ 41, 46, 136).

## Застройка
Улица пролегает в пойме реки Удай в юго-восточном направлении параллельно улицам Соборной и Гоголя — от центра к восточной окраине города. Парная и непарная стороны улицы заняты усадебной застройкой.
Учреждения:
1. дом № 1 — Спасо-Преображенский собор

Памятники архитектуры или истории:
1. дом № 1 — Спасо-Преображенский собор — архитектуры национального значения
2. дом № 61 — Дом, где размещался штаб Юго-Западного фронта под командованием генерала-полковника М. П. Кирпоноса — истории местного значения
3. дом № 30 — Дом А. Г. Бособрода (Дом, где в 1917 году была создана прилукская организация большевиков) — истории местного значения